# متعهد ساید بی
متعهد ساید بی (به انگلیسی: Dedicated Side B) پنجمین آلبوم استودیویی از خوانندهٔ کانادایی کارلی ری جپسن می‌باشد که در ۲۱ مهٔ سال ۲۰۲۰ از سوی ۶۰۴ رکوردز در کانادا و توسط اسکول‌بوی و اینترسکوپ رکوردز در ایالات متحده منتشر گردید. این آلبوم به‌عنوان یک قطعهٔ مکمل متعهد (۲۰۱۹) در نظر گرفته می‌شود و حاوی ۱۴ قطعهٔ که از آلبوم اصلی حذف شده بودند، است. این آلبوم از لحاظ موسیقایی اساساً یک آلبوم دنس-پاپ است که تأثیرات دیسکو را در خود دارد.